# Кулжанова, Назипа Сегизбайкызы
Назипа Кулжанова (каз. Нәзипа Сегізбайқызы Құлжанова, 1887—1934) — этнограф, педагог, переводчик, первая казахская женщина-журналист.

## Биография
Назипа родом из Тургая. Она родилась 27 июля 1887 года. Была талантливой и целеустремленной девушкой. Училась в Костанае. В 1902 году окончила русско-казахскую гимназию, а в 1905—1920 годах работала преподавателем в Семипалатинской семинарии.
В жизни Назипы есть один эпизод, описывающий её волевой и смелой. Родители Назипы хотели выдать её замуж, когда она была не совершеннолетней, и получили за неё калым. Но Назипа отказалась выходить замуж, так как не любила его. Тогда, по степным обычаям, её семья должна была вернуть калым, но у них не было средств для его возврата. В этой ситуации, Назипа решила обратиться к прокурору, который в итоге ей помог.
Со временем, Назипа вышла замуж по любви, её избранником стал школьный преподаватель Нургали Кулжанов. В 1905 году молодая пара переезжает в Семипалатинск.
В 1913 году она становится участником группы «Гражданские спутники» Русского географического сообщества.
Назипа любила поэзию А. Кунанбаева. Занимаясь литературной и общественной деятельностью, в 1914 году она организовала ряд вечеров, посвящённых 10-летию его смерти. Собрав людей, она знакомила их с творчеством поэта, читая его стихи перед широкой публикой. Исследователь востока Г. Н. Потанин, который также участвовал в этих мероприятиях, сказал следующее:
И, правда, казахский народ музыкален, голоса чистые, звонкие. Певцы очень искусно исполняют песни
С этого момента начинается её политическая и общественная жизнь. Она становится журналистом. Пишет о жизни казахских женщин в газетах «Алаш», «Казах», «Сарыарка».
В 1917 году принимает участие в съезде казахов Семипалатинской области и входит в состав правления съезда. Её творчество происходило в 1917—1929 годы, в период развития казахской литературы. Из-под её пера вышли такие труды, как: «Взгляд на нашу литературу», «Поэтесса Шолпан», «Нужная работа», «Театр Семипалатинска». Эти работы являются объёмными в области исследования проблем литературы, поэтому занимают достойное место в её истории. Наполненная энтузиазмом Назипа не останавливается на этом, она активно участвует в жизни страны и народа. Её статьи глубоки, а перо пронзительно и в то же время полезно обществу. В те времена журналистов среди женщин не было. Она стала основоположником среди женщин-журналистов, писала статьи на женские темы. Ряд её трудов: «Неграмотный человек — получеловек. Женщина — мать народа. Только образованная, умелая, свободная женщина способна вывести свой народ на уровень передовых народов», «Все мы — молодые и старые, девушки и юноши — все свои умения, сознание должны направить на учение», «Общий женский праздник», где она описывает место женщины в семье и в общественной жизни.
Поэт С. Торайгыров посвятил ей поэму под названием «Знакомство». В ней описывались её достоинства, такие как честность, отзывчивость, деловитость. Поэт добавил, что последнее качество отсутствует у многих мужчин.
Назипа занималась не только журналистикой, но и была хорошим переводчиком и педагогом. Благодаря её способностям, творчество И. Алтынсарина, А. Кунанбаева, Г. Мусирепова были переведены на русский язык. А казахи познакомились с произведениями М. Горького, Л. Толстого, В. Короленко и т. д.
В 1920 году Назипа Кулжанова становится членом комиссии Народного Комиссариата просвещения Казахской автономной республики, по подготовке книг и учебников. Работая на этой должности, она стала главным специалистом по подготовке казахской азбуки.
В 1923—1925 годах работала в журналах «Равенство женщин», «Красный Казахстан». Вела сотрудничество с газетами «Алаш», «Казах», «Знамя единства», «Айкап».
В 1922 году С. Сейфуллин, который на тот момент стал Председателем Совета Народных Комиссаров Казахской АССР и редактором газеты «Енбекши-казах», пригласил Назипу в состав редакционной коллегии. Благодаря своему яркому творчеству, она быстро добилась уважения и стала известным автором. В это время она часто брала советы, общаясь с М. Ауезовым, С. Сейфуллиным, М. Молдабаевым, Б. Майлиным, С. Мукановым, Г. Мусиреповым, А. Сегизбаевым.
В 1929 году она ушла с работы и занималась творчеством в домашних условиях.
Назипа Кулжанова скончалась в 1934 году, от тяжелой болезни.